# Faverolles (Aisne)
Faverolles es una comuna francesa, situada en el departamento de Aisne, de la región de Alta Francia.

## Geografía
Faucoucourt está situada a 20 km al suroeste de Soissons.

## Demografía
| 364 | 361 | 283 | 265 | 308 | 319 | 346 | 308 |
| Para los censos de 1962 a 1999 la población legal corresponde a la población sin duplicidades (Fuente: INSEE [Consultar]) |     |     |     |     |     |     |     |